# Meles Zenawi
Meles Zenawi (ge'ez:  መለስ ዜናዊ አስረስ, Mäläs Zenawi Äsräs), född 8 maj 1955 i Adwa, Etiopien, död 20 augusti 2012 i Bryssel, Belgien, var Etiopiens premiärminister från 23 augusti 1995 fram till sin död 2012 och var även dessförinnan landets president från 1991 till 1995.
Meles Zenawi var gerillaledare när han tog makten i Etiopien från Mengistu Haile Mariams militärjunta år 1991. Innan 1997 ansågs Zenawi vara en demokratisk ledare som arbetat för en bättre utveckling i Etiopien. Efter valet 2005 ansåg många valobservatörer från väst honom vara en diktator, då regeringssoldater dödat över 200 demonstranter på Addis Abebas gator och fängslat flera tusen. Detta ledde till att USA kritiserade Meles Zenawi och hans regering för att ha begått valfusk. Meles Zenawi och hans regering ansattes hårt av västvärlden och Zenawi blev tvungen att frige nästan 70 procent av de fängslade demonstranterna. Zenawi blev också tvungen att frige några av de politiska fångarna för att få mer positiva omdömen från omvärlden.      
Meles Zenawis parti Tigray Peoples Liberation Front (TPLF) är ledande i koalition med EPRDF-regeringen. De sistnämnda tog makten år 1991 och har marginaliserat makten för ett utvecklat Etiopien.
Meles Zenawi avled på ett sjukhus i Bryssel sent på kvällen den 20 augusti 2012 efter en tids sjukdom.